# Autumn (album de George Winston)
Pour les articles homonymes, voir Autumn.
Albums de George Winston
Ballads and Blues Winter into Spring
Autumn est le 2e album de George Winston paru en juin 1980.

## Liste des titres
| 1.    | Colors/Dance | George Winston | 10:25 |
| 2.    | Woods        | George Winston | 6:47  |
| 3.    | Longing/Love | George Winston | 9:10  |
| 4.    | Road         | George Winston | 4:14  |
| 5.    | Moon         | George Winston | 7:44  |
| 6.    | Sea          | George Winston | 2:42  |
| 7.    | Stars        | George Winston | 5:36  |
| 46:11 |              |                |       |